# Ptychognathus dentatus
Ptychognathus dentatus is een krabbensoort uit de familie van de Varunidae. De wetenschappelijke naam van de soort is voor het eerst geldig gepubliceerd in 1892 door de Man.